# Pingchuan
Der Stadtbezirk Pingchuan (chinesisch 平川区, Pinyin Píngchuān Qū) gehört zum Verwaltungsgebiet der bezirksfreien Stadt Baiyin der chinesischen Provinz Gansu. Er hat eine Fläche von 2.106 Quadratkilometern und zählt 196.500 Einwohner (Stand: Ende 2018).